# Sideswipe

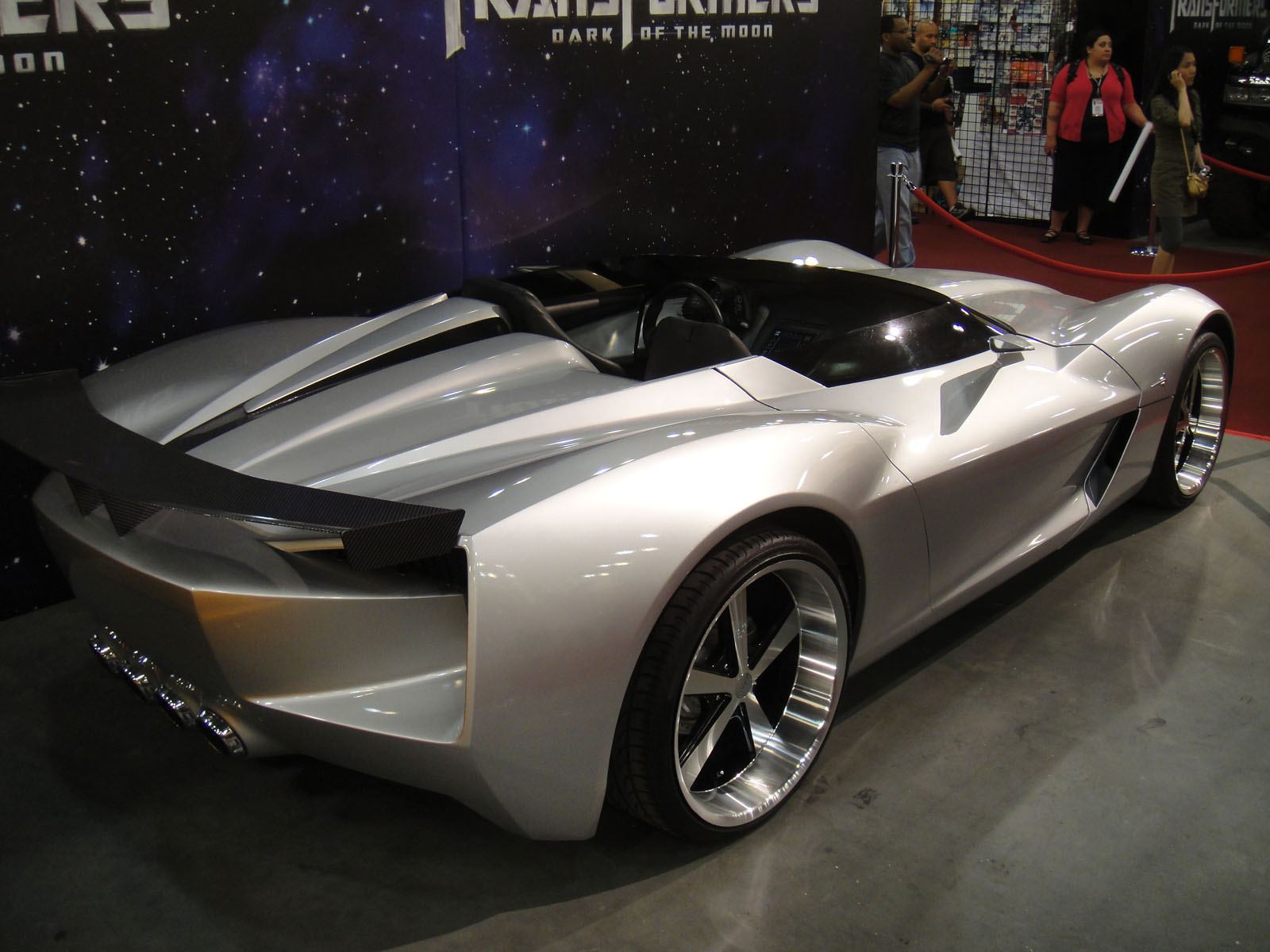
La Chevrolet Corvette de Sideswipe à la BotCon 2011

Sideswipe est un personnage fictif de l'univers Transformers.

## Transformers: Génération 1
- Nom : Sideswipe
- Affiliation:  Autobots
- Protoforme: Autobot
- Mode alternatif : Lamborghini Countach
- Armes : Canon Laser, Missile paralysant
- Tué par : Starscream

Sideswipe est un Autobot. Il est le frère jumeau de l'Autobot Sunstreaker. Quatre millions d'années avant 1984, Sideswipe fit partie des Autobots qui accompagnèrent Optimus Prime à bord de l'Arche. Sideswipe a un style cool jamais stressé et fait toujours équipe avec Sunstreaker. Il meurt en 2005 durant la bataille d'Autobot city lorsque le Decepticon Starscream lui lance un obus sur sa jambe droite.

## Série de filmsTransformers
- Nom : Sideswipe
- Affiliation : Autobots
- Protoforme : Autobot
- Fonction : Lieutenant d'Optimus Prime, chasseur autobot.
- Armes : 2 Lames de Titanium, 2 fusils blaster, 1 canon dorsal.
- Mode alternatif : Chevrolet Corvette Stingray (concept car)
- Taille: 15 pieds (6,01 m) dans le film.
- Decepticons tués : Sideways (mais revient dans le troisième opus) et plusieurs Protoforms.

### Transformers 2: La Revanche
Sideswipe apparait dans le film Transformers 2 : La Revanche, où il se transforme en Chevrolet Corvette grise. Sideswipe possède des roues à la place des pieds (avantage non négligeable quand on est un chasseur rapide), et est armé de deux lames de Titanium, de deux fusils blaster ainsi que d'un canon dans le dos. Il a une légère ressemblance physique et un caractère similaire à Jazz (d'ailleurs, il remplace ce dernier en tant que lieutenant d'Optimus Prime).
On le voit pour la première fois à Shangaï où il tue Sidesways en le tranchant en deux sous son mode véhicule. Ensuite, on le reverra durant la bataille d'Égypte pendant laquelle il protège le corps d'Optimus Prime. 

### Transformers 3: La Face cachée de la Lune
Il réapparaît dans l'opus suivant, toujours en Chevrolet Corvette grise, mais sans toit, lorsqu'il se gare avec tous les autres Autobots dans le QG du NEST, puis lors de la résurrection de Sentinel Prime, puis durant la course-poursuite sur l'autoroute avec Bumblebee et Mirage, puis aux côtés d'Ironhide contre Crankcase et Crowbar. Après avoir survécu à l'explosion du Xantium, Sideswipe participe à la bataille de Chicago où il est capturé par Soundwave (en), Barricade et les Protoforms. Après que les Decepticons ait abattu Q, leur vaisseau est saboté par Wheelie et Brains, et s'écrase, permettant à Bumblebee, Ratchet, Sideswipe et Mirage de reprendre le combat. Il est revu une dernière fois lorsque Ratchet félicite Bumblebee.  

### Transformers 4: L'Âge de l'extinction
Durant le quatrième épisode, dans la scène où Cade Yeager  montre aux Autobots les vidéos piratées d'un drone volé, on peut brièvement apercevoir, juste avant que le drone n'affiche la mort de Ratchet et Leadfoot, le groupe Cemetery Wind (Vent de Cimetière), et supposant aussi Lockdown, tirer sur Sideswipe qui, juste avant de mourir, effectue un salto acrobatique. Son corps a été amené à l'entreprise KSI pour permettre aux scientifiques de construire leurs propres Transformers, car nous pouvons voir de nouveaux Decepticons inspirés de lui tels que les Traxes ainsi que les KSI Bosses.
Plus tard, lorsque Tessa est transportée dans le vaisseau de Lockdown avec Optimus, elle se retrouve dans une salle conçue pour compresser les victimes du chasseur. Un objet ressemblant à une lame de Sideswipe peut être visible, supposant qu'une partie de son corps ait été détruit. À la fin du film, Sideswipe sera vengé par son chef Optimus en tuant Harold Attinger (car c'est lui qui a créé cette nouvelle unité) et Lockdown durant la bataille finale de Hong-Kong.

### Transformers 5: The Last Knight
Dans le cinquième opus, on peut également remarquer que le Decepticon Nitro Zeus a un corps rappelant vaguement celui de Sideswipe ainsi que de Starscream, Sideways et Soundwave.